# 比洛 (梅克伦堡-前波美拉尼亚州)
比洛（德語：Bülow）是德国梅克伦堡-前波美拉尼亚州的市镇，隶属于路德维希斯卢斯特-帕尔希姆县，总面积为23.86平方千米，截至2020年总人口为323人。